# Wilhelm Gregor
Wilhelm Gregor (* 9. Juni 1942 in Wien; † 15. März 2020) war ein österreichischer Basketballspieler und -schiedsrichter.

## Laufbahn
Gregor spielte ab 1954 Basketball beim Wiener Arbeiter Turn- und Sportverein – Gruppe Landstraße (WAT Landstraße). Der 1,74 Meter große Aufbauspieler spielte später für weitere Bundesligisten aus der Hauptstadt. 1969 und 1970 wurde er mit dem EK Engelmann Wien Staatsmeister. Mit der österreichischen Nationalmannschaft bestritt er 1969 drei Länderspiele.
Ab 1969 leitete Gregor als Schiedsrichter Spiele in der Basketball-Bundesliga und ab 1975 auch auf internationaler Ebene. Der Wiener wurde in 101 Europapokalspielen sowie 81 Länderspielen eingesetzt. 1981 wurde er bei der Juniorinnen-Europameisterschaft mit der Leitung des Endspiels betraut, 1983 gehörte Gregor zum Schiedsrichtergespann, das das Endspiel um den Ronchetti-Cup pfiff. 1992 zog er sich als Schiedsrichter zurück, war aber in den folgenden 20 Jahren als technischer Kommissar (von 1992 bis 1994 für die FIBA) tätig. Des Weiteren war Gregor von 2009 bis 2012 Schiedsrichterreferent des Österreichischen Basketballverbands. Vom Basketballverband FIBA wurde er zum Ehrenschiedsrichter ernannt.